# 波西斯
波西斯 (罗马化: Persís),在英語中更為人所知的是波斯（古波斯: 𐎱𐎠𐎼𐎿, 羅馬化： Parsa，羅馬化：Pârs)，或波斯本身，是法爾斯地區，位於現代伊朗的西南部，現在是一個省。波斯人最初被認為是從中亞遷徙而來，或者更有可能是從北部通過高加索地區遷徙而來。然後，他們將在公元前1世紀初遷移到當前的波斯地區。國名波斯直接源自古波斯語Parsa。